# HYPER JAPAN
HYPER JAPAN（ハイパージャパン）は、Cross Media Ltd.の主催により、イギリスのロンドンで開催されているイギリス最大の日本文化総合博覧会。2010年に初開催され、2014年以降は7月と11月の年2回開催。

## 概説
日本食と、ゲーム・漫画・アニメ・音楽などの日本ポップカルチャーを2つの軸とし、テクノロジー、ファッション、伝産品、観光・地方振興、伝統文化、武道など幅広い日本文化が紹介されている。会場は、ステージ、出展エリア、体験エリアの、大きく3つからなる。夏と冬のイベントではそれぞれテーマが異なり、夏のイベントはポップカルチャーを核としたフェスティバル、冬はクリスマスショッピングを核とした展示・物販イベントとなっている。
HYPER JAPAN （ハイパージャパン）は、2010年、Cross Media Ltd.代表取締役社長の丸茂和博の発案により、当時イギリスでトレンドになりつつあった日本食と、ヨーロッパ大陸で既にブームを巻き起こしていた日本ポップカルチャーを融合したイベントとして誕生した。現在世界中で多く開催されている、現地ファンコミュニティー起源のポップカルチャー中心のイベントとは成り立ちが異なる。

### 開催歴
2010年の第1回から2013年の第5回まで、約9か月おきに不定期開催されていた。2014年以降は、7月の夏のイベントと、11月のクリスマスイベントの年2回開催。2015年からは、夏のイベントはパリのジャパン・エキスポの翌週開催、冬はブラックフライデーにあたる11月最終週開催となっている。

### 会場
イベント規模の拡大に伴い、ロンドン市内の展示会場を移動。2017年現在はロンドン東部のTobacco Dockを会場としている。

### パートナー
初回のイベントから現在に至るまで、東京本社の日本出版貿易株式会社がイベントオフィシャルパートナーとして参加し、日本からの出展者のバックアップを行っている。HYPER JAPAN 2014では、きゃりーぱみゅぱみゅが所属するアソビシステムがオフィシャルパートナーとして加わり、HYPER JAPANとHARAJUKU KAWAii!!のコラボとしてHYPER KAWAii!!がイベント内イベントとして開催された。
在英国日本国大使館、日本貿易振興機構（JETRO）、日本政府観光局（JNTO）、自治体国際化協会（CLAIR）、国際交流基金、日本動画協会（AJA）、映像産業振興機構（VIPO）、音楽産業・文化振興財団（PROMIC）、デジタルコンテンツ協会 （DCAJ）等、日本の行政団体、業界団体からも後援を受けている。

### 日本食
主催者企画として一般来場者による投票型のイベント内イベントが開催されており、イギリスで一番の寿司を決めるSushi Awards、日本の酒蔵10蔵を集めイギリスで人気のある酒を決めるSake Experience、イギリスで一番の日本酒カクテルを決めるSake Cocktail Awards等が開催されている。日本の農林水産省もこれまでに何度か参加し、日本食PRのためのクッキングデモ、試食コーナー、ステージショー等を実施している。出展ブースやクッキングデモ等で、日本食メーカーの参加も多い。

### ゲーム・アニメ・漫画・映画
現地系出展者を中心に、日本のアニメグッズ、フィギュア、漫画などが売られている。任天堂、バンダイナムコ、スクウェア・エニックス、コナミ、東映アニメーション、講談社ヨーロッパ、ニコニコ動画等の日本企業もこれまでに出展している。初回イベントから、現地ファン参加型コスプレショーが開催されており、一時期は世界コスプレサミットのイギリス代表選考会も開催していた。日本からゲストも登場し、アニメプロデューサーの石川光久、アニメ監督の塩谷直義、放送作家の木原浩勝、声優の近藤隆、映画監督の三木聡等がトークショーを行っている。イベント参加後の感想として、石川曰く「イギリスは保守的なイメージで、自分たちが作っているエッジの効いた作品など受け入れられないかなと思っていましたが、ちゃんといいものを作っていれば国境を越えられるんだなと感じました。すごく日本のカルチャーが受け入れられているので、これからもこういったイベントを続けて欲しいと思います」。

### 音楽・パフォーマンス
イベント会場にはライブ型ステージが設けられ、これまでに、X JAPANのYoshiki & Toshl、布袋寅泰、でんぱ組.inc、岩佐美咲、May J.、ジャルジャル、白A等が登場している。日本でニコニコ動画で生配信されたこともある。

### ファッション
物販エリアに加え、毎回現地系コミュニティーによりKawaiiファッションショーが開催されている。過去に、青木美沙子や白塗りアーティストのMINORIとのコラボによるファッションショーも開催された。HYPER JAPAN 2011ではUK Kawaii Star of the Yearコンテストが開催され、ミュージシャンの分島花音が特別審査員として参加した。

### テクノロジー
ハンドロイド（ロボットハンド）の開発で知られる日本のITK（株式会社アイ・ティー・ケー）は、2011年から毎年イベントに参加しており、ステージ及び出展ブースにて最新技術を披露している。HYPER JAPAN 2014では、史上初のロボット宇宙飛行士となった「キロボ」の開発者である高橋智隆がゲスト出演し、ロボットの実演をした。

### 伝統
着物、和小物、伝産品等の物販や伝統クラフトのワークショップに加え、武道、日本舞踊、三味線、茶道、華道といった日本の伝統芸能のパフォーマンスも見られる。英国王立園芸協会主催のチェルシーフラワーショーで最高賞のゴールドメダルを獲得したイギリス盆栽連盟（Federation of British Bonsai Societies）による盆栽展示コーナーも設けられている。2013年には、初の外国人芸者となったオーストラリア人芸者紗雪（本名：フィオナ・グラハム）がゲストとして登場し、置屋の他の芸者衆とともに、座敷芸を披露する他、特設コーナーに設置された芸者小屋で着付けやメイク、稽古など芸者の裏舞台を見せた。

### 観光・地方振興
日本政府観光局（JNTO）、自治体国際化協会（CLAIR）、東京都観光レップ等の行政団体の他、現地の訪日旅行会社が定期的に出展している。沖縄県、福岡市、静岡市、南丹市等も地域振興目的で過去に出展している。

### チャリティー
HYPER JAPAN 2011は、「Genki Giving」をテーマに東日本大震災の復興応援イベントとして開催され、震災展示コーナー、チャリティーラッフルやワークショップを通じ義援金が募られた。主催者からも、スポンサーシップ収入及びチケット収入の一部が、ロンドン日本協会（The Japan Society）のTohoku Earthquake Relief Fundに義援金として寄付された。

## 開催概要
| 回数   | イベント名                        | 開催日            | 会場                   | 主なゲスト |
| ------ | --------------------------------- | ----------------- | ---------------------- | --- |
| 第1回  | HYPER JAPAN 2010                  | 2010年10月1-3日   | The Old Truman Brewery | 青木美沙子、ミルキィホームズ |
| 第2回  | HYPER JAPAN 2011                  | 2011年7月22-24日  | Olympia                | ジャルジャル、分島花音 |
| 第3回  | HYPER JAPAN 2012 Spring           | 2012年2月24-26日  | Earls Court            | 麻生夏子、三木聡、ふせえり、塚田真希 |
| 第4回  | HYPER JAPAN 2012 Christmas        | 2012年11月23-25日 | Earls Court            | 布袋寅泰 、剱伎衆かむゐ、THE MICRO HEAD 4N’S、NINJAMAN JAPAN、友香、石川光久、ITK                                                          |
| 第5回  | HYPER JAPAN 2013                  | 2013年7月26-28日  | Earls Court            | Yun*chi、白A、YANAKIKU、VANIRU、ITK |
| 第6回  | HYPER JAPAN 2014                  | 2014年7月25-27日  | Earls Court            | Yun*chi、やなぎなぎ、ONE NOT’E、YANAKIKU、白A、Vocaloid Opera AOI、DEN Entertainment、ニンジャHIROKI、高橋智隆、ITK                        |
| 第7回  | HYPER JAPAN Christmas Market 2014 | 2014年11月14-16日 | Olympia                | 白A、井上ジョー、ダイアナ・ガーネット、みらいのねいろ                                                                                      |
| 第8回  | HYPER JAPAN Festival 2015         | 2015年7月10-12日  | The O2                 | YOSHIKI & Toshl (X JAPAN)、でんぱ組.inc、藍井エイル、東京女子流、May J.、諏訪道彦、静野孔文、木原浩勝、和田薫、伊藤圭一、刀屋壱、寶船、ITK |
| 第9回  | HYPER JAPAN Christmas Market 2015 | 2015年11月27-29日 | Tobacco Dock           | LADYBABY、MINORI、WING WORKS、Lacroix Despheres、IA、みらいのねいろ、塩谷直義、桂三輝                                                      |
| 第10回 | HYPER JAPAN Festival 2016         | 2016年7月15-17日  | Olympia                | 井上あずみ、木原浩勝、ITK |
| 第11回 | HYPER JAPAN Christmas Market 2016 | 2016年11月25-27日 | Tobacco Dock           | 岩佐美咲、はやぶさ、HIZAKI 、THE HOOPERS、真丘奈央、藤山大樹                                                                               |
| 第12回 | HYPER JAPAN Festival 2017         | 2017年7月14-16日  | Tobacco Dock           | 妄想キャリブレーション、REOL、SHINOBI-TRY、紅林大空、 TORIENA、SHIN、KAIEN、木原浩勝、東京力車、ITK                                        |
| 第13回 | HYPER JAPAN Christmas 2017        | 2017年11月24-26日 | Tobacco Dock           | |
| 第14回 | HYPER JAPAN Festival 2018         | 2018年7月13-15日  | Olympia                | |
| 第15回 | HYPER JAPAN Winter 2018           | 2018年11月16-18日 | Olympia                | |
| 第16回 | HYPER JAPAN Festival 2019         | 2019年7月12-14日  | Olympia                | NECRONOMIDOL、ミウラアイム、KUNI-KEN、choco、有田光宏、しゅはまはるみ、鈴木ナオミ、IJEN KAI                                                |